# Атиба Хачинсон
Атиба Хачинсон (енгл. Atiba Hutchinson; Брамптон, 8. фебруар 1983) бивши је канадски професионални фудбалер који је играо на позицији везног играча.

## Клупска каријера
Иако је каријеру започео у Канадској фудбалској лиги, Хачинсон је већи део каријере провео у Европи. Док је играо у Данској, постао је први северноамерички фудбалер који је добио награду за најбољег играча данске лиге, а исте сезоне добио је и прву од својих шест награда за Канадског фудбалера године. Од 2010. до 2013. године играо је за ПСВ Ајндховен. Од 2013. године члан је Бешикташа.

## Репрезентативна каријера
За репрезентацију Канаде дебитовао је 2003. године и као капитен водио је репрезентацију на Светском првенству 2022. године. На том првенству је био најстарији играч који је наступао на турниру с 39 година и 288 дана у тренутку дебија. Уз то, Хачинсон је први канадски фудбалер који је одиграо најмање сто утакмица за репрезентацију, чиме је уједно и национални рекордер.